# Олешнишки окръг
Олешнишки окръг (на полски: Powiat oleśnicki) е окръг в Югозападна Полша, Долносилезко войводство. Заема площ от 1049,31 км2. Административен център е град Олешница.

## География
Окръгът се намира в историческата област Долна Силезия. Разположен е в североизточната част на войводството.

## Население
Населението на окръга възлиза на 105 648 души (2012 г.). Гъстотата е 101 души/км2.

## Административно деление
Административно окръгът е разделен на 8 общини.
Градска община:
- Олешница

Градско-селски общини:
- Община Берутов
- Община Мендзибож
- Община Сицов
- Община Твардогора

Селски общини:
- Община Джядова
- Община Клода
- Община Олешница

## Фотогалерия
- Берутов
- Мендзибож
- Олешница
- Сицов
- Твардогора